# Жидачівський район
Жида́чівський район — колишній район України на півдні Львівської області. У 2020 році увійшов до Стрийського району Львівської області.

## Історія

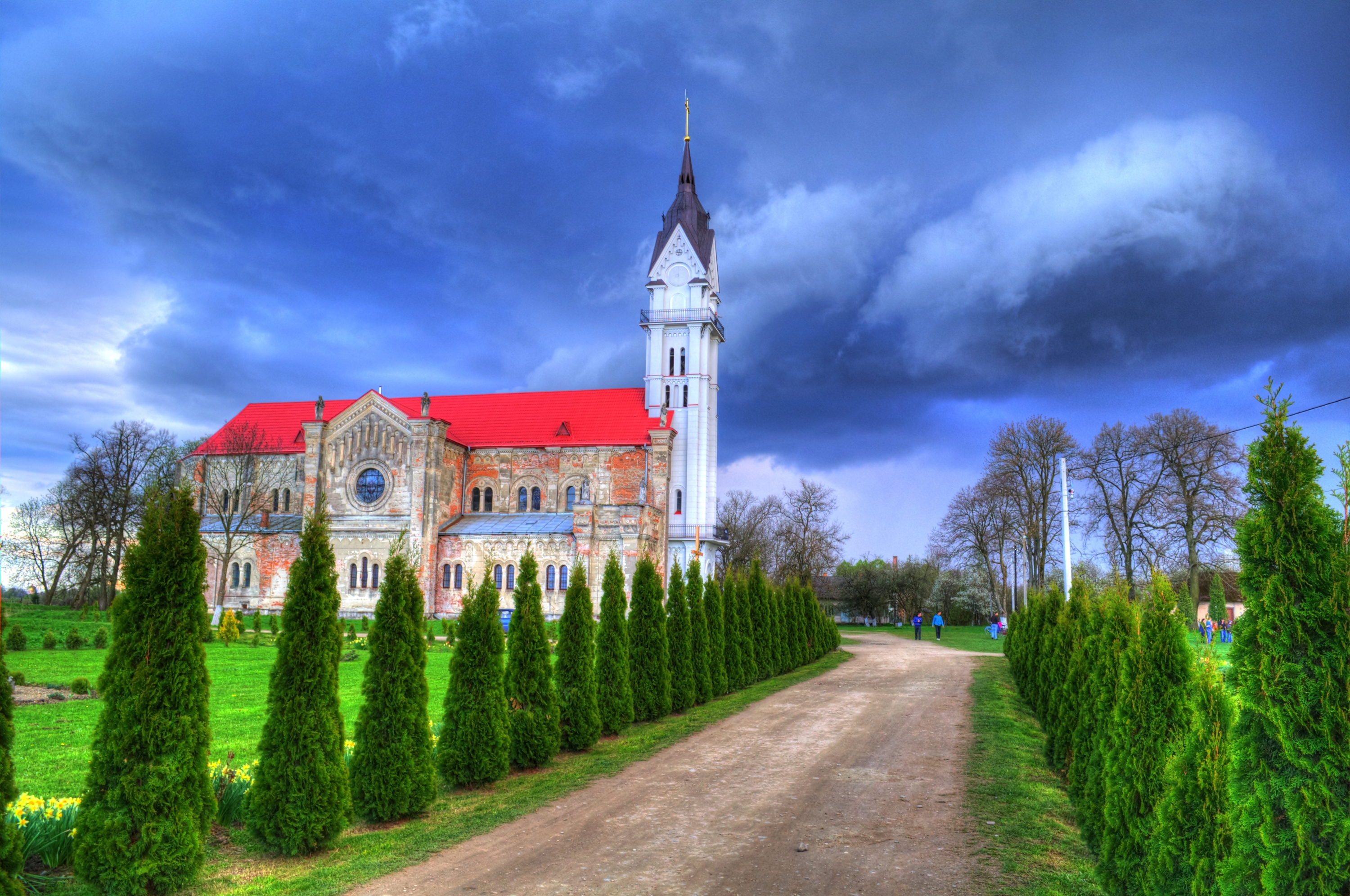
Гніздичів, Монастир Св. Герарда

Жидачівський район Львівської області у сучасних межах сформувався в грудні 1966 року. Утворено його 4 грудня 1939 року з частини території колишнього Жидачівського повіту Станіславівського воєводства і включено до складу Дрогобицької області. Після ліквідації цієї області 1959 року і приєднання земель Журавнівського району увійшов до складу Львівської області. А 1962 року до нього приєднано й територію колишнього Ходорівського району.
Перша згадка про м. Жидачів подана в Іпатіївському списку літопису «Повісті минулих літ», «Воскресенському літописі», Московському літописному зводі XV ст. Під 1164 роком датуються дві назви: Удеч, Удечев. Найдавніше поселення жителів стародавнього міста, за даними досліджень Львівської обласної археологічної експедиції, зафіксовано на горі Базиївці, яка є однією з відомих історичних пам'яток краю. Городище лежить за 800 м на північний захід від сучасного центра міста, на межі правого берега р. Стрий.
З історичних джерел дізнаємося, що в XIV ст. Жидачів був уже досить великим містом і мав замок, обнесений валом. А у 1448 році на місці давньоруської фортеці був збудований новий замок.
Жидачівський район утворений 17 січня 1940 р. з сільських гмін і міста Жидачів скасованого Жидачівського повіту Дрогобицької області.
У 1948 в Жидачеві організовано колгосп «Нове життя», в склад якого увійшли 900 господарств із тяглом понад 500 коней. У 1951 р. введено в дію картонно-паперовий комбінат. У 1947 році відкрито семирічну школу для робітничої молоді, яка через 3 роки стала середньою. В 1952 році побудована друга середня школа. У 1952 р. в місті почала працювати поліклініка. 1954 року почали будувати лікарню, побудували новий пологовий будинок, а в 1955 р. побудували головний корпус лікарні і допоміжні приміщення.
У січні 1959 року до Жидачівського району приєднана територія ліквідованого Журавнівського району.
25 травня 2014 року відбулися Президентські вибори України. У межах Жидачівського району була створена 121 виборча дільниця. Явка на виборах складала — 81,15 % (проголосували 46 492 із 57 289 виборців). Найбільшу кількість голосів отримав Петро Порошенко — 69,48 % (32 302 виборців); Юлія Тимошенко — 12,82 % (5 958 виборців), Олег Ляшко — 6,90 % (3 206 виборців), Анатолій Гриценко — 5,47 % (2 544 виборців). Решта кандидатів набрали меншу кількість голосів. Кількість недійсних або зіпсованих бюлетенів — 0,54 %.

## Адміністративний устрій
Адміністративно-територіально район поділявся на 2 міські ради, 3 селищні ради та 28 сільських рад, які об'єднують 118 населених пунктів і підпорядковані Жидачівській районній раді. Адміністративний центр — місто Жидачів.

## Транспорт
Районом проходить автошлях E40.

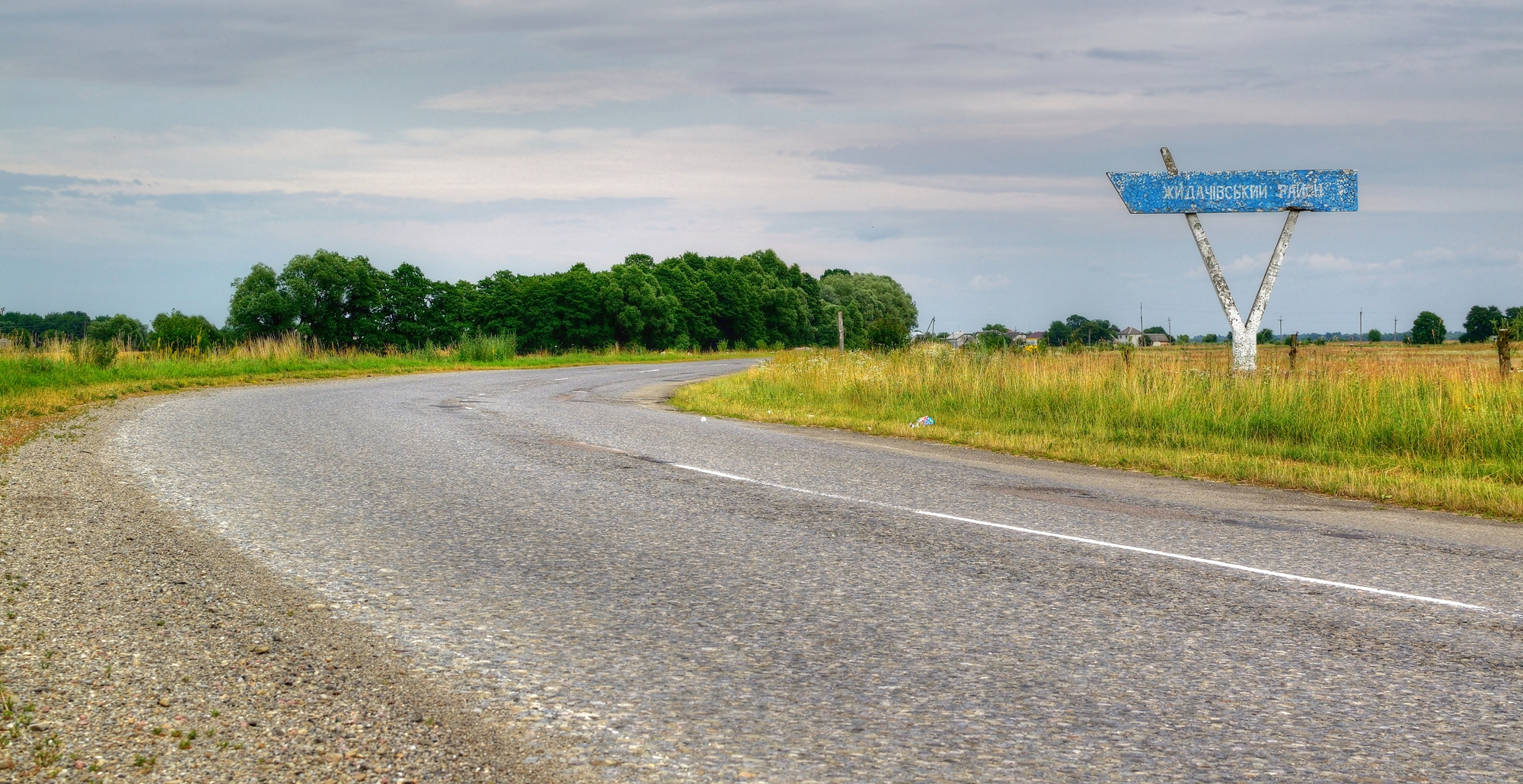
На межі районів

## Природно-заповідний фонд

### Загальнозоологічні заказники
Діброва (загальнодержавного значення).

### Ландшафтні заказники
Базиївка, Дубрівський.

### Ботанічні пам'ятки природи
Алея вікових лип, Алея вікових лип і дубів, Група вікових лип, Дуб Вепрь, Дуб Виговського, Кипарис, Тополя-патріарх.

### Геологічні пам'ятки природи
Відклади крейдових порід, відслонених в басейні р. Дністер біля смт Журавно і Старе Село.

### Гідрологічні пам'ятки природи
Витік ріки Куна.

### Парки-пам'ятки садово-паркового мистецтва
Парк XIX ст. (Піддністряни), Парк XIX ст. (Лівчиці), Парк XIX ст. (Ходорів).

## Населення
Розподіл населення за віком та статтю (2001)
| Стать | Всього | До 15 років | 15-24 | 25-44  | 45-64 | 65-85  | Понад 85 |
| --- | ------ | ----------- | ----- | ------ | ----- | ------ | -------- |
| Чоловіки | 37 588 | 7719        | 5077  | 11 123 | 8202  | 5237   | 230      |
| Жінки | 43 221 | 7326        | 4995  | 10 547 | 9513  | 10 017 | 823      |
| \| Статево-вікова піраміда \| Статево-вікова піраміда \| Статево-вікова піраміда \| \| ----------------------- \| ----------------------- \| ----------------------- \| \| Чоловіки \| Вік \| Жінки \| \| 230 \| 85 + \| 823 \| \| 373 \| 80-84 \| 1106 \| \| 972 \| 75-79 \| 2356 \| \| 1831 \| 70-74 \| 3309 \| \| 2061 \| 65-69 \| 3246 \| \| 2180 \| 60-64 \| 2948 \| \| 1586 \| 55-59 \| 1992 \| \| 2043 \| 50-54 \| 2212 \| \| 2393 \| 45-49 \| 2361 \| \| 2986 \| 40-44 \| 2958 \| \| 2766 \| 35-39 \| 2532 \| \| 2774 \| 30-34 \| 2493 \| \| 2597 \| 25-29 \| 2564 \| \| 2514 \| 20-24 \| 2496 \| \| 2563 \| 15-20 \| 2499 \| \| 3067 \| 10-14 \| 2940 \| \| 2702 \| 5-9 \| 2481 \| \| 1950 \| 0-4 \| 1905 \| |        |             |       |        |       |        |          |
| Статево-вікова піраміда |        |             |       |        |       |        |          |
| Чоловіки | Вік    | Жінки       |       |        |       |        |          |
| 230 | 85 +   | 823         |       |        |       |        |          |
| 373 | 80-84  | 1106        |       |        |       |        |          |
| 972 | 75-79  | 2356        |       |        |       |        |          |
| 1831 | 70-74  | 3309        |       |        |       |        |          |
| 2061 | 65-69  | 3246        |       |        |       |        |          |
| 2180 | 60-64  | 2948        |       |        |       |        |          |
| 1586 | 55-59  | 1992        |       |        |       |        |          |
| 2043 | 50-54  | 2212        |       |        |       |        |          |
| 2393 | 45-49  | 2361        |       |        |       |        |          |
| 2986 | 40-44  | 2958        |       |        |       |        |          |
| 2766 | 35-39  | 2532        |       |        |       |        |          |
| 2774 | 30-34  | 2493        |       |        |       |        |          |
| 2597 | 25-29  | 2564        |       |        |       |        |          |
| 2514 | 20-24  | 2496        |       |        |       |        |          |
| 2563 | 15-20  | 2499        |       |        |       |        |          |
| 3067 | 10-14  | 2940        |       |        |       |        |          |
| 2702 | 5-9    | 2481        |       |        |       |        |          |
| 1950 | 0-4    | 1905        |       |        |       |        |          |

Національний склад населення за даними перепису 2001 року:
| Національність | Кількість осіб | Відсоток |
| -------------- | -------------- | -------- |
| українці       | 79910          | 98,88 %  |
| росіяни        | 534            | 0,66 %   |
| поляки         | 209            | 0,26 %   |
| білоруси       | 53             | 0,07 %   |
| молдовани      | 19             | 0,02 %   |
| інші           | 87             | 0,11 %   |

Мовний склад населення за даними перепису 2001 року:
| Мова       | Кількість осіб | Відсоток |
| ---------- | -------------- | -------- |
| українська | 80226          | 99,27 %  |
| російська  | 450            | 0,56 %   |
| польська   | 63             | 0,08 %   |
| білоруська | 27             | 0,03 %   |
| молдовська | 12             | 0,01 %   |
| інші       | 34             | 0,04 %   |

## Пам'ятки
- Пам'ятки архітектури Жидачівського району
- Пам'ятки історії Жидачівського району
- Пам'ятки монументального мистецтва Жидачівського району

## Відомі люди

### Уродженці
- Валеріан Любенецький гербу Сас (1561, Дем'янка-1617?) — бернардин, біскуп РКЦ в Бакеу.[6]
- Венгринович Іван Остапович (1927—1989) с. Тейсарів — український художник.

- Ігор Фе́дорович Ку́шплер (1 січня 1949 р., с. Покрівці, Ходорівський район (тепер у складі Жидачівського району), Львівська область — 23 квітня 2012, Польща) — український оперний співак (баритон). Соліст Львівського національного театру опери та балету ім. С. Крушельницької. Народний артист України.